# شیخ جراح
شیخ جراح، روستایی از توابع دهستان مهربان علیا بخش شیرین‌سو شهرستان کبودرآهنگ در استان همدان ایران است.

## جمعیت
این روستا در دهستان شیرین سو قرار دارد و براساس سرشماری مرکز آمار ایران در سال ۱۳۹۵، جمعیت آن ۵۴۲ نفر (۱۸۱ خانوار) بوده‌است.